# راندون
راندون (به لاتین: Randogne) یک بخش‌های سوئیس و بخش و منطقه مسکونی در سوئیس است که در کانتون وله واقع شده‌است. راندون ۳٬۱۳۸ نفر جمعیت دارد.